# Marquesado de Quirós

El escudo municipal de Quirós trae como tercer cuartel las armas de los Bernaldo de Quirós, que fueron durante siglos el linaje más preponderante de este concejo asturiano de obispalía, cuyo nombre tomaron por apellido solariego desde la Baja Edad Media.

El marquesado de Quirós es un título nobiliario español con  grandeza de España. Fue concedido con dicha grandeza por el rey Alfonso XIII, mediante Real Decreto del 21 de mayo de 1906 y con la denominación primitiva de «marqués de Sotos», que fue cambiada por la actual el 7 de junio siguiente. Y la Real Carta de creación se despachó el 23 de octubre del mismo año, en favor de Jesús María Bernaldo de Quirós y Muñoz, II vizconde de la Dehesilla, caballero de las órdenes militares de Alcántara y Malta y de la Real Maestranza de Granada, que después fue IX marqués de Campo Sagrado y II de la Isabela, X conde de Marcel de Peñalba, diputado a Cortes por Pravia y gentilhombre de Cámara de dicho rey con ejercicio y servidumbre.
El concesionario era hijo primogénito del diplomático José María Bernaldo de Quirós y González de Cienfuegos, VIII marqués de Campo Sagrado, ministro plenipotenciario de España en San Petersburgo, Constantinopla y Atenas, diputado a Cortes, senador del Reino, gran cruz de Carlos III, maestrante de Granada, gentilhombre de Cámara de S.M. con ejercicio, y de María Cristina Muñoz y Borbón, su mujer, I marquesa de la Isabela y vizcondesa de la Dehesilla, dama de la Orden de María Luisa, que era hermana uterina de la reina Isabel II e hija a su vez de la reina gobernadora María Cristina, viuda que fue de su tío el rey Fernando VII, y de Agustín Fernando Muñoz y Sánchez, su segundo marido, I duque de Riánsares.
Parece que con esta merced Alfonso XIII quiso premiar los méritos de los marqueses de Campo Sagrado, padres de Jesús María, y también honrar al hijo propter nuptias, pues dos días después de expedirse la Real Carta este iba a contraer matrimonio con María del Consuelo Alcalá-Galiano y Osma, hija de Emilio Alcalá-Galiano y Valencia, IV conde de Casa Valencia, II vizconde del Pontón, grande de España, ministro de Estado, embajador en Londres, diputado a Cortes, senador, consejero de Estado, académico de la Real Academia Española y Real Academia de Ciencias Morales y Políticas, gran cruz de Carlos III, maestrante de Sevilla, gentilhombre de Cámara de S.M. con ejercicio y servidumbre, y de Ana de Osma y Zavala, su mujer, de los marqueses de la Puente, dama de la Orden de María Luisa y de las reinas María Cristina y Victoria Eugenia.
El concesionario sucedió años más tarde en la casa de sus padres, como se ha dicho. Y también su mujer —después de la Guerra y siendo ya viuda— sucedió en los títulos y grandeza de su familia, por haber muerto sin prole sus tres hermanos varones: Emilio, V conde de Casa Valencia, Juan, I conde de Romilla, y Álvaro Alcalá-Galiano y Osma, III marqués de Castel Bravo. Estas dignidades siguen en su descendencia.

## Denominación
La denominación original del marquesado se refería a la aldea de los Sotos, sita en la parroquia de San Martín de Riaño y concejo de Langreo, Asturias, donde los Campo Sagrado poseían bienes raíces procedentes del mayorazgo de su palacio de Villa. La actual alude al apellido del concesionario y al concejo también asturiano de Quirós, de donde es oriundo el linaje de los Bernaldo de Quirós.

## Marqueses de Quirós
|                           | Titular                                                     | Periodo                   |
| Creación por Alfonso XIII | Creación por Alfonso XIII                                   | Creación por Alfonso XIII |
| ------------------------- | ----------------------------------------------------------- | ------------------------- |
| I                         | Jesús María Bernaldo de Quirós y Muñoz                      | 1906-1939                 |
| II                        | Luis Bernaldo de Quirós y Alcalá-Galiano                    | 1953 -1996                |
| III                       | Iván Bernaldo de Quirós y Álvarez de las Asturias-Bohorques | 1998-hoy                  |

## Historia de los marqueses de Quirós

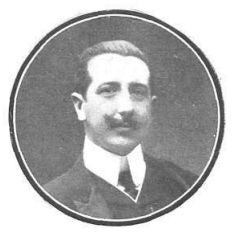
Jesús María Bernaldo de Quirós y Muñoz, I marqués de Quirós, fotografiado por Christian Franzen (1908).

- Jesús María Bernaldo de Quirós y Muñoz (1871-1939), I marqués de Quirós, IX de Campo Sagrado y II de la Isabela, X conde de Marcel de Peñalba, II vizconde de la Dehesilla, grande de España,[2] gentilhombre de Cámara del rey Alfonso XIII con ejercicio y servidumbre.

1. Casó el 25 de octubre de 1906 con María del Consuelo Alcalá-Galiano y Osma,[4] VI condesa de Casa Valencia y III de Romilla, V marquesa de Castel Bravo, V vizcondesa del Pontón, grande de España, dama de la reina Victoria Eugenia. Por acuerdo de la Diputación de la Grandeza de 1941 y Carta del 5 de junio de 1953, sucedió su hijo

- Luis Bernaldo de Quirós y Alcalá-Galiano (26 de diciembre de 1917 - 6 de julio de 1996), II marqués de Quirós, X de Campo Sagrado y III de la Isabela, VII conde de Casa Valencia, XI de Marcel de Peñalba, III vizconde de la Dehesilla, grande de España.

1. Casó con María del Pilar Álvarez de las Asturias-Bohorques y Silva, XVII marquesa de Almenara, X condesa de Torrepalma. Por Orden publicada en el BOE del 24 de octubre de 1997 y Real Carta del 6 de febrero de 1998,[5] le sucedió su hijo

- Iván Bernaldo de Quirós y Álvarez de las Asturias-Bohorques (1956-), III y actual marqués de Quirós, XI marqués de Campo Sagrado, XII conde de Marcel de Peñalba, grande de España.

1. Casó con Olga Díaz-Agero y de Pineda (1958-1993), de la que tiene por unigénito e inmediato sucesor a Iván Bernaldo de Quirós y Díaz-Agero[6] (1992-).